# Hylaeus obtusatus
Hylaeus obtusatus är en biart som först beskrevs av Smith 1879.  Hylaeus obtusatus ingår i släktet citronbin, och familjen korttungebin. Inga underarter finns listade i Catalogue of Life.

## Bildgalleri

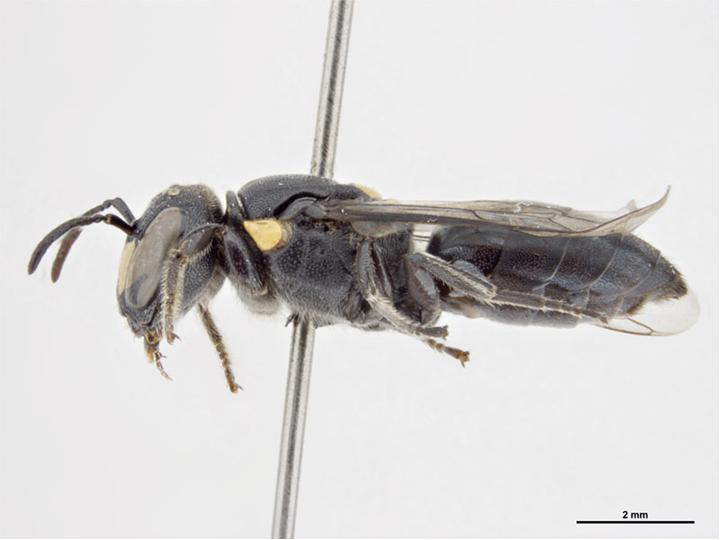
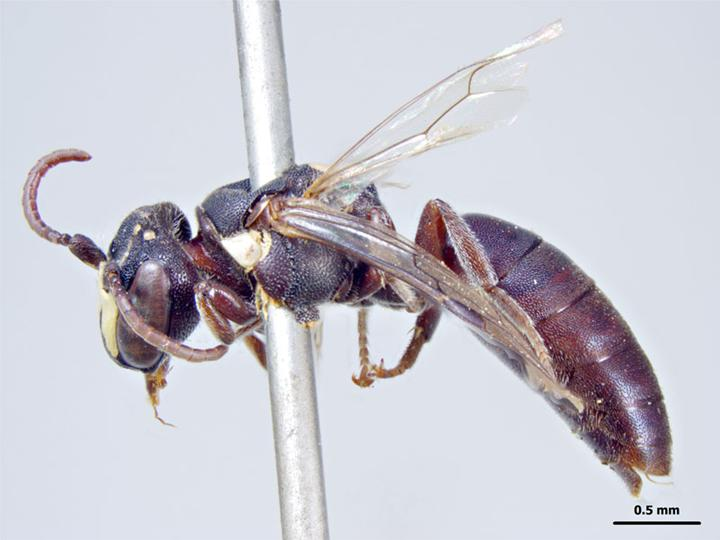